# Rio dos Marmelos
Rio dos Marmelos är ett vattendrag i Brasilien. Det ligger i den centrala delen av landet, 1 900 km nordväst om huvudstaden Brasília.
I omgivningarna runt Rio dos Marmelos växer i huvudsak städsegrön lövskog. Trakten runt Rio dos Marmelos är nära nog obefolkad, med mindre än två invånare per kvadratkilometer.